# Устройство плавного пуска

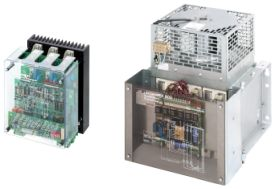
Внешний вид устройства плавного пуска

Устройство плавного пуска (УПП) — механическое, электротехническое (электронное) или электромеханическое устройство, используемое для плавного пуска (остановки) электродвигателей с небольшим моментом страгивания (например с вентиляторной характеристикой) рабочей машины.

## Назначение
Управление процессом запуска, работы и остановки электродвигателей:
- плавный разгон;
- плавная остановка;
- уменьшение пускового тока;
- согласование крутящего момента двигателя с моментом нагрузки.

Во время пуска крутящий момент за доли секунды часто достигает 150—200 % от номинального, что может привести к выходу из строя механической части привода. При этом пусковой ток может быть в 6—8 раз больше номинального, из-за этого в местной электрической сети падает напряжение. Падение напряжения может создавать проблемы для других нагрузок сети, а если падение напряжения слишком велико, то может не запуститься и сам двигатель. Применение устройств плавного пуска обеспечивает ограничение скорости нарастания и максимального значения пускового тока в течение заданного времени (после установки УПП значение пускового тока уменьшается до 3-4 номинальных). В электронных устройствах плавного пуска ограничение тока достигается путём плавного повышения напряжения на обмотках электродвигателя. Это позволяет во время пуска удерживать параметры электродвигателя (ток, напряжение и т. д.) в безопасных пределах, что снижает вероятность перегрева обмоток и устраняет рывки в механической части привода, а также вероятность возникновения гидравлических ударов в трубах и задвижках в момент пуска и остановки. В конечном итоге правильно выбранное и настроенное устройство плавного пуска повышает показатели долговечности и безотказности электродвигателя и его привода.

## Принцип действия

Принципиальная схема простейшего устройства плавного пуска для двигателя постоянного тока

Мгновенное значение электромагнитного момента двигателя зависит не только от угловой скорости, параметров двигателя и параметров системы питания, но и от производных этих величин и их начальных значений.
Вариация многих переменных значительно расширяет возможности управления динамическими режимами работы асинхронных электроприводов.
Контактная коммутационная аппаратура позволяет реализовать только некоторые частные случаи формирования переходных процессов, связанных с введением в цепи двигателя сопротивлений и гашением его незатухающего магнитного поля, также могут использоваться тормозные колодки, жидкостные муфты, магнитные блокираторы, противовесы с дробью и прочее. Другими словами, возможны частные решения воздействием только на параметры двигателя. Применение в качестве коммутационных аппаратов магнитных усилителей позволяет дополнительно реализовать только воздействие на производную изменения напряжения.
Реализация большинства возможных способов формирования динамических характеристик стала принципиально осуществимой только с появлением полупроводниковых управляемых вентилей, которые из-за бесконтактности, безынерционности и лёгкости изменения среднего значения пропускаемого тока оказываются почти идеальными коммутирующими элементами для управления асинхронными электродвигателями.
Тиристорные коммутаторы (софтстартеры) и преобразователи частоты на основе управляемых вентилей позволяют сравнительно просто не только задавать требуемый темп изменения приложенного напряжения и создавать необходимые начальные условия, но также осуществлять фазовое регулирование в цепях двигателя и менять параметры системы питающих напряжений. Эти возможности делают не только принципиально возможным, но технически осуществимым и практически целесообразным управление электромагнитными переходными моментами и, следовательно, динамикой асинхронного электропривода.
В зависимости от характера нагрузки устройства плавного пуска обеспечивают различные режимы управления электродвигателем, реализуя ту или иную зависимость между скоростью вращения электродвигателя и выходным напряжением.
Режим с линейной зависимостью между напряжением и частотой (U/f=const) реализуется простейшими преобразователями частоты для обеспечения постоянного момента нагрузки и используется для управления синхронными двигателями или двигателями, подключенными параллельно. Для регулирования электроприводов насосов и вентиляторов используется квадратичная зависимость напряжение/частота (U/f2=const).
К более совершенным методам управления относятся метод управления потокосцеплением (Flux Current Control — FCC) и метод бессенсорного векторного управления (Sensorless Vector Control — SVC). Оба метода базируются на использовании адаптивной модели электродвигателя, которая строится с помощью специализированного вычислительного устройства, входящего в состав системы управления преобразователя.

## Синонимы
УПП, устройство мягкого пуска, плавный пускатель, мягкий пускатель, софтстартер
УБПВД - устройство безударного пуска высоковольтных двигателей.